# Cardilia martini
Cardilia martini is een tweekleppigensoort uit de familie van de Cardiliidae. De wetenschappelijke naam van de soort is voor het eerst geldig gepubliceerd in 1844 door Deshayes.